# Krapatchouk
Krapatchouk è un film del 1992 diretto da Enrique Gabriel.

## Riconoscimenti
- Globo di Cristallo 1993 al Festival internazionale del cinema di Karlovy Vary